# Maurice Duclos
Pour les articles homonymes, voir Duclos.
Maurice Duclos, né le 23 août 1906 à Neuilly-sur-Seine (France) et mort le 23 février 1981 à Buenos Aires (Argentine), fut un agent de renseignement de la France libre au cours de la Seconde Guerre mondiale. Connu sous le nom de Saint-Jacques, Compagnon de la Libération, il fut l'un des premiers à répondre à l'appel du général de Gaulle.

## Avant-guerre
En 1926, Maurice Duclos s'engage dans l'artillerie coloniale et sert pendant deux années à Madagascar. En novembre 1928, il est libéré du service actif avec le grade de maréchal des logis, et devient courtier en assurance.

### La Cagoule
Dans les années 1930, il devient membre de la Cagoule, organisation clandestine d'extrême droite. Il est incarcéré pendant trois mois et demi à la prison de la Santé pour avoir fourni les explosifs utilisés le 11 septembre 1937, lors de deux actions terroristes qui avaient pour objectif d’en faire accuser les communistes, et qui sont connues sous le nom d'attentats de l'Étoile, en raison de la proximité de la place de ce nom. Chacun de ces attentats à la bombe qui visaient la confédération générale du patronat français 4, rue de Presbourg et l'Union des industries et métiers de la métallurgie 4, rue Boissière, a tué un policier en faction.

### Les combats de 1940 en Norvège
Devenu lieutenant d’artillerie dans la réserve, il est mobilisé le 22 août 1939 et affecté comme lieutenant de tir au 10e régiment d'artillerie coloniale (10e RAC). 
En mai-juin 1940, il participe avec son unité à l'expédition de Norvège. Détaché comme officier de liaison auprès de la 13e demi-brigade de Légion étrangère (13e DBLE), il se distingue dans les combats de Narvik et reçoit le grade de caporal honoraire de la Légion étrangère et la croix de guerre (Norvège) avec glaive.

## Le BCRA
Après que Philippe Pétain a appelé à cesser le combat, Maurice Duclos et quelques camarades parviennent à passer en Angleterre, via Jersey, à bord d'un bateau de pêche. Dès le 1er juillet 1940, il se rallie à la France libre du général de Gaulle, sous les ordres du capitaine Passy, affecté au Service de renseignements qui allait devenir le Bureau central de renseignements et d'action (BCRA).

### Première mission en France
Débarqué sur la plage de Saint-Aubin-sur-Mer (Calvados) le 4 août suivant pour évaluer le potentiel militaire allemand mis en place en vue de l'opération de débarquement en Angleterre prévu par Hitler, il rejoint Paris, où il crée le réseau Saint-Jacques, avant de jeter les bases du réseau Paris Job puis de fonder avec Gilbert Renault le réseau Confrérie Notre-Dame. Le réseau Saint-Jacques, qui dépend du BCRA, est opérationnel à partir d’août 1940, ce qui en fait le premier réseau de renseignement. 

### Le réseau Saint-Jacques

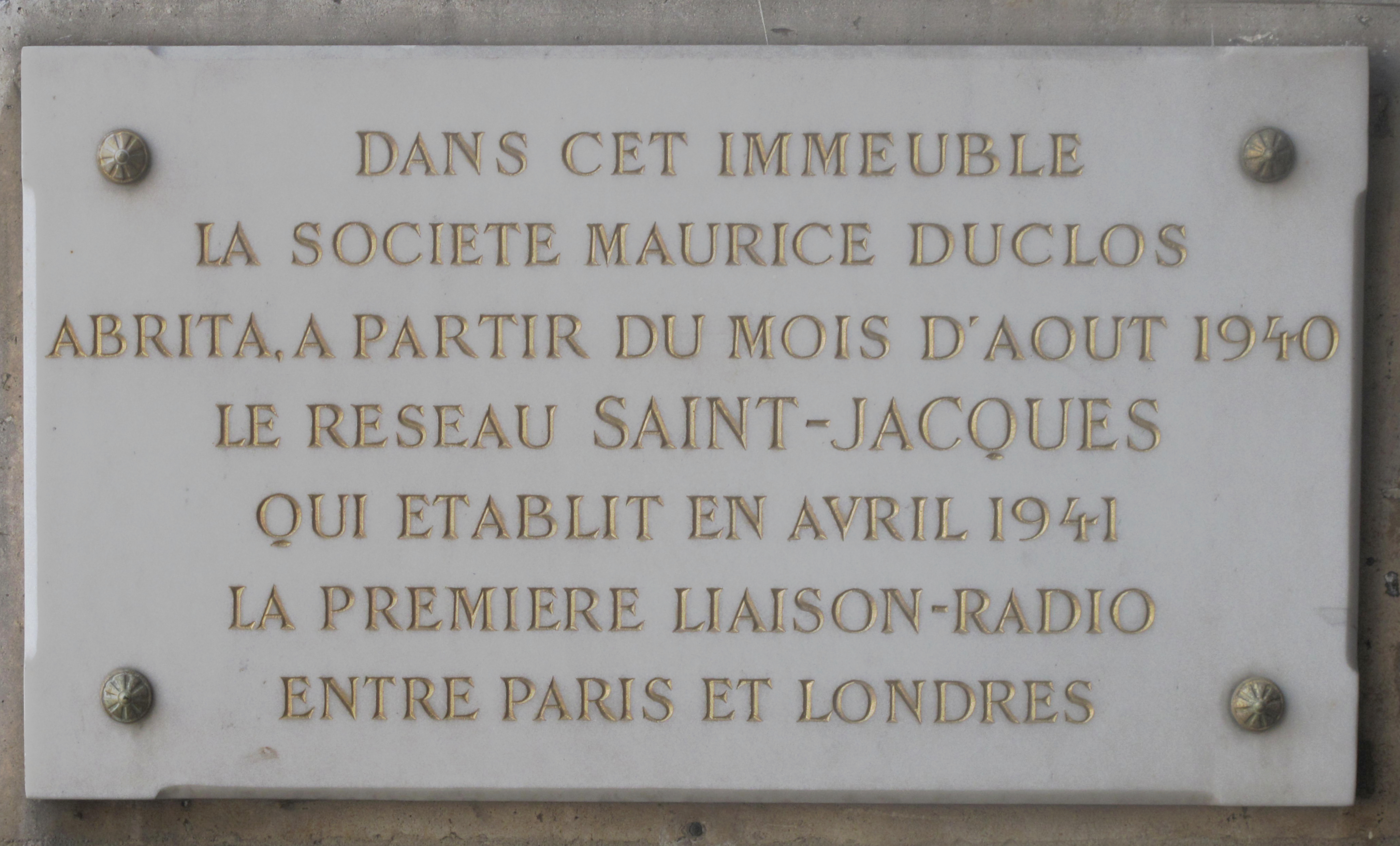
Plaque commémorative à l'entrée d'un immeuble de la Place Vendôme, à Paris.

De retour à Londres la veille de Noël, il est parachuté en Dordogne dans la nuit du 13 au 14 février 1941. Mais, blessé aux jambes à l'atterrissage et arrêté par la police, il est conduit à l'hôpital de Périgueux, avant d'être libéré au bout d'un mois avec un non-lieu grâce à ses anciennes connaissances. Sa sœur aînée et sa nièce sont arrêtées en août, et son réseau est progressivement démantelé à la suite des dénonciations de son radio jusqu'en septembre : les hommes sont fusillés au Mont-Valérien, les femmes déportées.
En avril 1941, le réseau Saint-Jacques établit la première liaison radio entre Paris, à partir d’un immeuble de la Place Vendôme, et la France libre à Londres.

### Chef du service Action
Après avoir rejoint l'Angleterre par avion le 1er mars 1942, il devient chef de la section « Action, études et coordination » du BCRA. Promu capitaine le 26 mai puis chef d'escadron le mois suivant, il effectue plusieurs missions de sabotage en France et organise les plans Vert, Tortue et Violet en vue du débarquement allié en Normandie. Le 27 mai 1943, le général de Gaulle lui remet la Croix de la Libération, ainsi qu'au colonel Passy.

## Après-guerre
Démobilisé le 30 juillet 1945, il entre dans d'importantes sociétés, dont le groupe l'Oréal, et se fixe en Argentine, où il devient président de la section de l'Association des Français libres, ainsi que de l'Union française des anciens combattants d'Argentine et du comité des sociétés françaises.
En octobre 1948, il revient volontairement à Paris pour figurer dans le box des accusés du procès de la Cagoule. Il est acquitté en même temps que onze des quarante-neuf accusés présents.

## Décorations
- Officier de la Légion d'honneur
- Compagnon de la Libération par décret du 25 Mai 1943[5]
- Croix de guerre 1939–1945 (4 citations)
- Croix du combattant volontaire de la guerre de 1939–1945
- Médaille commémorative des services volontaires dans la France libre
- Médaille commémorative de la guerre 1939–1945

- Ordre de l'Empire britannique à titre militaire (Officier)
- Croix militaire (GB)
- Croix de guerre norvégienne avec épée[6]